# 大田尾村
大田尾村（おおたおむら）は、熊本県の中部に位置していた村。

## 地理
- 海洋：八代海

## 歴史
- 1889年4月1日 - 一村単独村政として発足。
- 1899年3月30日 - 三角浦村、波多村と合併し、三角村となる。